# Plataforma de Campbell
A Plataforma continental de Campbell é constituída por um grande planalto submerso a sul da Nova Zelândia e do Alto de Chatham (Chatam Rise). Originou-se da fragmentação de Gondwana, fazendo parte do chamado Continente de Nova Zelândia, submerso. As Ilhas Bounty, Ilhas Antípodas, Ilhas Auckland e a Ilha Campbell situam-se nesta plataforma continental.